# Lama (Alta Córsega)
Lama é uma comuna francesa na região administrativa de Córsega, no departamento da Alta Córsega. Estende-se por uma área de 19,92 km². 